# 1820 en Grèce ottomane
Chronologie de la Grèce ottomane
- 1816
- 1817
- 1818
- 1819
- 1820
- 1821
- 1822
- 1823
- 1824

Cette page concerne les évènements survenus en 1820 en Grèce ottomane  :

## Événement
- avril : Alexandre Ypsilántis prend la tête de l'organisation secrète Filikí Etería qui  « joua un rôle fondamental dans la préparation et le déroulement de la guerre d'indépendance grecque. Ce fut à l'initiative de la Filikí Etería que le soulèvement se déclencha dans les principautés de Moldavie et Valachie et dans le Péloponnèse. »

## Naissance
- Theódoros Deligiánnis, personnalité politique.
- Ioánnis Drákos (el), militaire.
- Theódoros Gíkas (el), personnalité politique.
- Ekateríni Karatzá, noble.
- Andréas Koundouriótis (el), diplomate.
- Paúlos Lámbros (el), numismate.
- Sotírios Sotirópoulos, Premier-ministre.
- Dionýsios Tsókos, peintre.

## Décès
- Filáretos (el), évêque d'Oléni.
- Nikólaos Georgakópoulos (el), combattant de la  guerre d’indépendance.
- Mánthos Ikonómou (el), secrétaire d'Ali Pacha de Janina.